# Santa Paravia en Fiumaccio
Santa Paravia en Fiumaccio ist ein frühes Videospiel, in dem der Spieler um das Jahr 1400 Herrscher eines jungen italienischen Stadtstaates wird. Das Ziel des Spiels ist es, König oder Königin zu werden. Dazu muss der Spieler seinen Stadtstaat verwalten, damit er wachsen kann. Schöpfer George Blank veröffentlichte das Spiel 1978 als Listing für den Heimcomputer TRS-80, in Folge wurde es auf viele weitere Plattformen portiert.

## Spielprinzip
Das Spiel besteht aus jährlichen Runden, beginnend im Jahr 1400. Jede Runde beinhaltet die Zuteilung von Getreide, gezählt in Raummetern, und Geldern, gezählt in Florentinern, um die Kolonie sowohl in Bezug auf Bevölkerung als auch Größe zu vergrößern. Ein Herrscher muss sicherstellen, dass genügend Getreide zur Verfügung steht, um sein Volk zu ernähren. Durch die Verteilung von überschüssigem Getreide kann ein Herrscher mehr Bürger dazu bewegen, in seinen Stadtstaat zu ziehen. Jedoch führen häufig Hungersnöte und Ratten dazu, dass die Getreidereserven schwinden.
Mittel können ausgegeben werden, um mehr Land, Streitkräfte oder verschiedene Arten von Gebäuden zu kaufen. Zu diesen Strukturen gehören umsatzproduzierende Mühlen und Märkte sowie prestigeträchtige Paläste und Kathedralen. Die verschiedenen sozialen Gruppen in diesem Spiel sind Leibeigene, Kleriker, Kaufleute und Adel.
Basierend auf dem Textspiel Hamurabi, war Santa Paravia en Fiumaccio eine frühe Göttersimulation. Es kombinierte wirtschaftliche Kompromisse mit der grafischen Entwicklung eines Königreichs mit Gebäuden, die gebaut und auf dem Bildschirm gezeigt werden, sowie der Charakterentwicklung, die als fortschreitende Beförderungen vom Baron zum König gezeigt wird.

## Veröffentlichung
Das Spiel von George Blank wurde in der Dezember-Ausgabe 1978 des SoftSide-Magazins als Listing für den Heimcomputer TRS-80 abgedruckt. Über Instant Software wurde es später dann kommerziell vertrieben. Entwicklerstudio StarSoft von Hal E. McCrery portierte das Spiel 1988 für den Commodore 64. Die Veröffentlichung in den USA erfolgte dabei über Keypunch Software.
Juni 2003 veröffentlichten Jeff Hurlburt und H. Z. Hurlburt eine vollständige Überarbeitung des Spiels für den Apple II unter der Bezeichnung Santa Paravia and Fiumaccio: The Tournament Edition (Alternativbezeichnung: Santa Paravia and Fiumaccio 2003!).

## Rezeption
„The delight of each turn is the graphic display which shows the size of your land, the relative number of peasants, each building and palace, each cathedral and marketplace. […] A great game which belongs in every micro library!“

„Der Reiz jeder Runde ist die grafische Darstellung, die die Größe eures Landes, die relative Anzahl der Bauern, jedes Gebäude und jeden Palast, jede Kathedrale und jeden Marktplatz anzeigt. […] Ein großartiges Spiel, das in jede Mikrobibliothek gehört!“

Game Designer Don Daglow bezeichnete Santa Paravia als einen seiner Haupteinflüsse für die Entwicklung seines Titels Utopia für die Spielkonsole Intellivision.